# 샤리정
샤리정(일본어: 斜里町)은 일본 홋카이도 오호츠크 종합진흥국(구 아바시리 지청) 관내의 샤리군에 있는 정이다.
정명의 유래는 아이누어의 ‘샤리’(シャリ, 갈대가 자라는 곳)이다. 샤리군의 중심이 되는 정이며 세계유산인 시레토코가 있어 여름에는 많은 관광객이 방문한다.

## 지리
오호츠크 종합진흥국 관내 동부에 위치한다. 동부는 시레토코 반도 북부에 위치해 시레토코 국립공원의 일각을 이룬다. 북부는 오호츠크해와 접하며 남부는 산악 지대로 샤리산 등이 있다.

### 기후
대부분이 오호츠크해 연안에 있기 때문에 겨울의 추위는 아주 심하지는 않다. 최한월인 2월의 평균 기온은 ―6.5℃, 최난월인 8월의 평균 기온은 19.3℃이다.
| 샤리정의 기후                                                | 샤리정의 기후 | 샤리정의 기후 | 샤리정의 기후 | 샤리정의 기후 | 샤리정의 기후 | 샤리정의 기후 | 샤리정의 기후 | 샤리정의 기후 | 샤리정의 기후 | 샤리정의 기후 | 샤리정의 기후 | 샤리정의 기후 | 샤리정의 기후 |
| 월                                                           | 1월           | 2월           | 3월           | 4월           | 5월           | 6월           | 7월           | 8월           | 9월           | 10월          | 11월          | 12월          | 연간          |
| ------------------------------------------------------------ | ------------- | ------------- | ------------- | ------------- | ------------- | ------------- | ------------- | ------------- | ------------- | ------------- | ------------- | ------------- | ------------- |
| 역대 최고 기온 °C (°F)                                       | 9.7 (49.5)    | 11.9 (53.4)   | 19.9 (67.8)   | 31.2 (88.2)   | 35.0 (95.0)   | 32.8 (91.0)   | 36.7 (98.1)   | 37.1 (98.8)   | 34.4 (93.9)   | 26.8 (80.2)   | 21.5 (70.7)   | 15.3 (59.5)   | 37.1 (98.8)   |
| 일평균 최고 기온 °C (°F)                                     | −2.2 (28.0)   | −2.1 (28.2)   | 2.1 (35.8)    | 9.2 (48.6)    | 15.6 (60.1)   | 19.1 (66.4)   | 22.6 (72.7)   | 24.3 (75.7)   | 21.2 (70.2)   | 15.3 (59.5)   | 7.8 (46.0)    | 0.7 (33.3)    | 11.1 (52.0)   |
| 일일 평균 기온 °C (°F)                                       | −6.5 (20.3)   | −7.0 (19.4)   | −2.3 (27.9)   | 4.1 (39.4)    | 9.8 (49.6)    | 13.8 (56.8)   | 17.7 (63.9)   | 19.3 (66.7)   | 16.0 (60.8)   | 9.9 (49.8)    | 3.2 (37.8)    | −3.5 (25.7)   | 6.2 (43.2)    |
| 일평균 최저 기온 °C (°F)                                     | −12.7 (9.1)   | −13.9 (7.0)   | −8.1 (17.4)   | −1.0 (30.2)   | 4.1 (39.4)    | 8.8 (47.8)    | 13.2 (55.8)   | 14.8 (58.6)   | 10.8 (51.4)   | 4.2 (39.6)    | −1.6 (29.1)   | −9.1 (15.6)   | 0.8 (33.4)    |
| 역대 최저 기온 °C (°F)                                       | −27.8 (−18.0) | −31.6 (−24.9) | −25.7 (−14.3) | −19.1 (−2.4)  | −4.5 (23.9)   | −1.2 (29.8)   | 2.6 (36.7)    | 4.2 (39.6)    | 0.7 (33.3)    | −4.8 (23.4)   | −20.1 (−4.2)  | −24.0 (−11.2) | −31.6 (−24.9) |
| 평균 강수량 mm (인치)                                        | 35.1 (1.38)   | 24.4 (0.96)   | 37.0 (1.46)   | 52.2 (2.06)   | 60.2 (2.37)   | 62.4 (2.46)   | 85.7 (3.37)   | 108.7 (4.28)  | 122.6 (4.83)  | 91.0 (3.58)   | 63.7 (2.51)   | 54.1 (2.13)   | 802.0 (31.57) |
| 평균 강설량 cm (인치)                                        | 153 (60)      | 124 (49)      | 100 (39)      | 30 (12)       | 1 (0.4)       | 0 (0)         | 0 (0)         | 0 (0)         | 0 (0)         | 1 (0.4)       | 17 (6.7)      | 101 (40)      | 524 (206)     |
| 평균 강수일수 (≥ 1.0 mm)                                     | 11.0          | 7.8           | 8.6           | 10.2          | 10.8          | 10.4          | 11.0          | 11.3          | 11.3          | 10.9          | 11.9          | 11.1          | 126.3         |
| 평균 강설일수                                                | 17.5          | 13.7          | 11.5          | 3.7           | 0.1           | 0             | 0             | 0             | 0             | 0             | 2.1           | 12.2          | 60.8          |
| 평균 월간 일조시간                                           | 78.2          | 112.9         | 151.7         | 171.3         | 180.4         | 175.0         | 176.1         | 167.2         | 155.9         | 141.5         | 101.4         | 88.7          | 1,700.4       |
| 출처: 일본 기상청 (평년값: 1991년~2020년, 극값: 1977년~현재) |               |               |               |               |               |               |               |               |               |               |               |               |               |

## 역사
- 1915년 - 샤리촌이 되었다.
- 1919년 - 고시미즈촌(현 고시미즈정)을 분리하였다.
- 1939년 - 정으로 승격해 샤리정이 되었다.
- 1943년 - 가미샤리촌(현 기요사토정)을 분리하였다.

## 교통

### 철도
- 홋카이도 여객철도 센모 본선

### 도로
- 국도 244호선
- 국도 334호선